# Emberiza capensis
Emberiza capensis là một loài chim trong họ Emberizidae.